# Peachia cylindrica
Peachia cylindrica é uma espécie de pólipo marinho pertencente ao reino cnidaria, classe anthozoa, ordem actinaria; uma espécie curiosa de anêmona do mar. Seu corpo cilíndrico possui cerca de 30 centímetros de comprimento e apenas 2,5 centímetros de diâmetro.
A Peachia cylindrica pertence ao grupo das anêmonas cavadoras e passa a vida enterrada nos sedimentos no fundo do mar, deixando a mostra apenas a boca rodeada de 12 tentáculo com os quais captura pequenos animais marinhos para se alimentar.